# Rio Vista (Teksas)
Rio Vista je grad u američkoj saveznoj državi Teksas. Prema popisu stanovništva iz 2010. u njemu je živjelo 873 stanovnika.